# Rosa Hyttebo
Rosa Hyttebo (engelsk: Rose "Rosie" (Cotton) Gardner) er en fiktiv person i Ringenes Herre-universet. Hun er Sams kæreste, de bliver gift og får 13 børn. Hun arbejder på en kro i Hobbitrup.
1. ↑  Navnet er anført på engelsk og stammer fra Wikidata hvor navnet endnu ikke findes på dansk.
2. ↑  Navnet er anført på engelsk og stammer fra Wikidata hvor navnet endnu ikke findes på dansk.
3. ↑  Navnet er anført på engelsk og stammer fra Wikidata hvor navnet endnu ikke findes på dansk.